# Lille Vejleå
Lille Vejleå er en ca. 12 kilometer lang å der på det meste af dens løb danner grænse mellem Ishøj og Greve kommuner. Den har sit udspring sydøst for Hedehusene, og løber først mod sydøst, og senere mod øst langs det fredede areal omkring 
Benzonsdal. Den løber gennem Ishøj og Hundige og ud i Køge Bugt ved Hundige Strand ved sydvestenden af Køge Bugt Strandpark.